# Urubu mare
Urubu mare (Cathartes melambrotus) este o pasăre răpitoare din familia Cathartidae. Se găsește în America de Sud, în pădurile tropicale⁠(d) umede de câmpie. A fost considerat a fi aceeași specie cu urubu cu cap galben (C. burrovianus) până când au fost separate în 1964.

## Taxonomie
Urubu mare și urubu cu cap galben au fost distinse ca specii separate și descrise în 1964 de Alexander Wetmore⁠(d); ambele specii fuseseră cunoscute anterior ca urubu cu capul galben. Genul urubului mare este Cathartes, care înseamnă „purificator”, și este latinizat din grecescul kathartēs/καθαρτης.
Poziția taxonomică exactă a urubului mare și a celorlalte șase specii de vulturi din Lumea Nouă rămâne neclară. Deși au un aspect similar și roluri ecologice similare, vulturii din Lumea Nouă și cei din Lumea Veche au evoluat din strămoși diferiți în diferite părți ale lumii. Cât de diferite sunt cele două specii este în prezent în dezbatere, unele autorități anterioare sugerând că vulturii din Lumea Nouă sunt mai apropiați de berze. Autorități mai recente au menținut poziția lor generală în ordinul Falconiformes împreună cu vulturii din Lumea Veche sau i-au plasat în propriul lor ordin, Cathartiformes.
Cu toate acestea, studii genetice recente indică faptul că nici vulturii din Lumea Nouă, nici cei din Lumea Veche nu sunt apropiați de șoimi, nici vulturii din Lumea Nouă nu sunt apropiați de berze. O analiză din 2021 a genelor mitocondriale a sugerat o relație filogenetică mai puternică între Cathartiformes și familiile din Accipitriformes, iar acum genurile din Cathartiformes sunt incluse în mod normal în Accipitriformes sub familia Cathartidae.